# Стеченко Дмитро Миколайович
Стеченко Дмитро Миколайович (10 грудня 1937 року) — український економіко-географ, доктор економічних наук, професор Київського національного університету імені Тараса Шевченка.

## Біографія
Народився 10 грудня 1937 року в селі Ковпита Чернігівського району Чернігівської області. Закінчив у 1966 році географічний факультет Київського університету. У 1966–1967 роках інженер Інституту геологічних наук АН УРСР. У 1967–1970 роках старший інженер комплексних географічних досліджень Інституту геофізики АН УРСР, Сектору географії. У 1971–1974 роки молодший науковий співробітник Сектору географії АН УРСР. У Київському університеті з 1974 року старший викладач, з 1979 року доцент, з 1992 — професор кафедри економічної і соціальної географії. У 1996–2001 роках професор кафедри інноваційного менеджменту та підприємництва економічного факультету Київського університету. З 2006 року професор кафедри міжнародної економіки Національного технічного університету України «Київський політехнічний інститут». Кандидатська дисертація «Галузевий спеціалізований район як форма територіальної організації виробництва» захищена у 1973 році, докторська на тему «Методологічні основи територіального планування обласних господарських комплексів (на прикладі Української РСР)» — у 1991 році. Під безпосереднім керівництвом Стеченка Д. М. захищено тринадцять кандидатів наук.
Читав курси:
- «Основи менеджменту»,
- «Державне регулювання економіки»,
- «Адміністративно-регіональний менеджмент»,
- «Методологія наукових досліджень»,
- «Інноваційні форми регіонального розвитку»,
- «Міжнародні стратегії економічного розвитку».

Член редколегій: Часопису Хмельницького університету управління та права «Університетські наукові записки»; Вісника Бердянського університету менеджменту і бізнесу (науково економічний журнал).

## Нагороди і відзнаки
Нагороджений медалями: «В пам'ять 1500-річчя Києва», «Ветеран праці», почесними грамотами Мінвузу УРСР та Міністерства освіти та науки України.

## Наукові праці
Фахівець в галузі регіональної економіки і регіонального управління та інноваційних форм регіонального розвитку. Вивчає закономірності функціонування регіональної економіки та науково-методичні основи створення інноваційних структур просторового розвитку. Автор понад 200 наукових праць. Основні праці:
1. Проблемы развития и размещения производительных сил Юго-Западного экономического района / В.И.Пила, В.И.Паламарчук, В.И.Стеченко. - М.: Мысль, 1976. - 262 с.
2. Розміщення продуктивних сил і регіоналістика: Підручник — К.: Вікар, 2006.
3. Методологія наукових досліджень: Підручник— К.: Знання, 2007(у співавторстві).
4. Управління регіональним розвитком: Навчальний посібник.— К.: Вища школа, 2000.
5. Інноваційні форми регіонального розвитку: Навчальний посібник. — К., 2002.
6. Державне регулювання економіки: Навчальний посібник. 3-є вид. — К., 2006.
7. Менеджмент: Словник-довідник. Навчальний посібник. — Хмельницький, 2004 (у співавторстві).
8. Управління регіональним розвитком туризму. Навчальний посібник. — Київ: Знання, 2012(у співавторстві).
9. Методологія економічних досліджень. Підручник. — Київ: Знання, 2015 (у співавторстві).